# Водоцементное соотношение
Водоцементное отношение (В/Ц) — отношение массы воды к массе цемента. Одно из базовых понятий бетоноведения, применяется для прогнозирования свойств цементного теста, цементного раствора, бетона.
Минимальное количество воды, необходимое для гидратации цемента (примерно 25 % от массы цемента или В/Ц = 0,25) не способно обеспечить пластификацию строительного раствора или бетона до консистенции, пригодной в практических целях. Любое количество воды, добавленное к цементу сверх необходимого для гидратации приводит к уменьшению прочности цементного камня (строительного раствора, бетона). При прочих равных условиях водоцементное отношение определяет прочность бетона. Специальные добавки-пластификаторы позволяют повысить пластичность бетона при том же количестве воды.
Р. Фере в 1892 г. впервые описал зависимость прочности бетона от параметра, пропорционального относительной плотности цементного теста в бетонной смеси (критерий Фере):{\displaystyle R=k\left({\frac {V_{c}}{V_{c}+V_{w}+V_{a}}}\right)^{2}}где R — прочность бетона;
k — коэффициент, зависящий от качества цемента, продолжительности и режима твердения;
Vc, Vw, Va — абсолютные объёмы цемента, воды и воздуха соответственно.
Формула Фере стала исходной для проектирования составов бетона с заданной прочностью.
Закон водоцементного отношения был сформулирован впервые Д.Абрамсом, который утверждал, что прочность бетона, приготовленного на одних и тех же исходных материалах, не зависит от состава бетонной смеси и определяется только водоцементным отношением.{\displaystyle R={\frac {A}{B^{\left(w/c\right)}}}}где R — прочность бетона;
A и B — постоянные;
w/c — водоцементное отношение в диапазоне 0,3-1,2.
В англоязычной литературе данная зависимость носит название Abrams' law (закон Абрамса), который положил её в основу методов проектирования составов бетона, широко реализованных в строительстве.
Однозначная связь прочности бетона с В/Ц является следствием универсальной физической закономерности, заключающейся в зависимости прочности твердых тел от их относительной плотности или пористости, и в этом смысле точнее считать её не самостоятельным законом, а одним из базовых правил для проектирования составов бетонных смесей.